# Recurso de reposición

## Regulación por países

### España
El recurso de reposición está previsto tanto en la tramitación judicial como contra una resolución administrativa. En ambos casos se presenta ante la misma autoridad que dictó el acto (si se trata de un proceso judicial) o ante el órgano administrativo que dictó el acto administrativo (en cuyo caso rige la Ley de Régimen Jurídico de las Administraciones públicas y del procedimiento administrativo común).
El recurso de reposición sólo se puede interponer ante las diligencias de ordenación y decretos no definitivos y se presentarán  ante el Letrado de la Administración de Justicia que dictó la resolución recurrida, excepto en los casos en que la ley prevea recurso directo de revisión (art. 186 Ley 36/2011, Ley Reguladora de la Jurisdicción Social).
En el derecho procesal este recurso ordinario y horizontal puede interponerse en cualquier instancia, incluso contra recursos extraordinarios. Es decir, se podría revocar una providencia simple de la Corte.

Procede únicamente interponerla de forma escrita y dentro de un mes si la notificación es expresa y de tres meses si es presunta. Debe ser fundada. Así, este tipo de recursos se erigen como el medio de impugnación que la ley establece en favor de una parte agraviada por un auto o decreto y, excepcionalmente, por una sentencia interlocutoria, al objeto de que el mismo tribunal que ha dictado esta resolución proceda a dejarla sin efecto o modificarla. Es el recurso que, por excelencia, se interpone en contra de aquellas resoluciones con este carácter.

### Chile
El recurso de reposición, en Chile, es aquel acto jurídico procesal de parte legitimada, que tiene por objeto impugnar autos o decretos y, de manera excepcional, sentencias interlocutorias que causen un agravio, pudiendo el mismo tribunal que dictó las resoluciones, en virtud de esta impugnación, modificarlas o enmendarlas.